# Philip James Benedict Harvey
Philip James Benedict Harvey  (* 16. März 1915 in Richmond upon Thames; † 2. Februar 2003 in London) war römisch-katholischer Weihbischof in Westminster.

## Leben
Philip James Benedict Harvey empfing am 3. Juni 1939 die Priesterweihe.
Papst Paul VI. ernannte ihn am 28. März 1977 zum Weihbischof in Westminster und Titularbischof von Bahanna. Der Erzbischof von Westminster, George Basil Kardinal Hume OSB, spendete ihm am 25. April desselben Jahres die Bischofsweihe; Mitkonsekratoren waren Basil Christopher Butler, Weihbischof in Westminster, und Patrick Joseph Casey, Bischof von Brentwood.
Am 3. Juli 1990 nahm Papst Johannes Paul II. seinen altersbedingten Rücktritt an.